# 4528 Berg
A 4528 Berg (ideiglenes jelöléssel 1983 PP) a Naprendszer kisbolygóövében található aszteroida. Edward L. G. Bowell fedezte fel 1983. augusztus 13-án.